# Катасонов, Роман Юрьевич
Рома́н Ю́рьевич Катасо́нов (12 июня 1976, Серпухов, РСФСР, СССР — 3 сентября 2004, Беслан, Северная Осетия — Алания, Россия) — российский военнослужащий, майор, офицер Управления «В» («Вымпел») Центра специального назначения Федеральной службы безопасности Российской Федерации, погибший при освобождении заложников во время теракта в Беслане. Посмертно награждён орденом «За заслуги перед Отечеством» IV степени.

## Биография

### Ранние годы
Роман Катасонов родился в городе Серпухове Московской области в семье военнослужащего. Его отец Юрий Катасонов служил офицером в ракетных войсках. Долгое время семья кочевала по гарнизонам, и Роману неоднократно приходилось менять место жительства и школу. С первого по четвёртый класс он учился в деревне Крюково, после чего переехал с семьёй в Ивано-Франковск, где начал активно заниматься спортом, увлёкшись тхэквондо. В 1991 году Роман окончил с медалью минскую среднюю школу № 96.

### Служба в армии и подразделении «Вымпел»
В том же году Катасонов поступил в Минское суворовское училище (МСВУ) и обучался в составе 5-й роты суворовцев. Выпуск из училища состоялся в 1993 году. После этого Катасонов стал курсантом Рязанского высшего воздушно-десантного командного училища. Год спустя факультет специального назначения, на котором учился Роман, перевели в Новосибирск, где в 1997 году Катасонов окончил Новосибирское высшее военное командное училище, получив диплом с отличием по профилю «Командир подразделений специальной разведки» и квалификацию «переводчик-референт» (китайский язык).
Для прохождения военной службы Роман был направлен в Приволжский военный округ, где получил назначение на должность командира разведывательной группы 509-го отдельного отряда специального назначения 3-й отдельной гвардейской бригады специального назначения.
В 2000 году Роман Катасонов стал сотрудником Управления «В» Центра специального назначения ФСБ России. В своём подразделении он выполнял обязанности подрывника. За время службы в «Вымпеле» Катасонов участвовал во многих специальных операциях: в ходе одной из них его группа обнаружила архив лидера чеченских сепаратистов Джохара Дудаева. Во время штурма захваченного террористами Театрального центра на Дубровке Роман обеспечил беспрепятственный проход бойцов спецназа в здание, организовав подрыв заграждений на входе в театр. За свои действия в ходе операции по освобождению заложников Катасонов был награждён «Орденом Мужества».

### Последний бой в Беслане
С 1 сентября 2004 года Роман должен был начать обучение в Академии ФСБ России. Узнав о захвате заложников в школе № 1 г. Беслана, Катасонов добровольно поехал в командировку. Во время штурма школы 3 сентября 2004 года оперативно-боевая группа ЦСН, в составе которой был Катасонов, проникла через окна первого этажа в коридор, ведущий к школьной столовой, и попала под огонь пулемётного расчёта террористов. В завязавшейся перестрелке Роман Катасонов, прикрывая сотрудников штурмовой группы, получил смертельные ранения и скончался на месте.
Роман Катасонов был посмертно награждён орденом «За заслуги перед Отечеством» IV степени.
7 сентября 2004 года он был похоронен на Николо-Архангельском кладбище в Москве вместе с восемью другими погибшими в Беслане сотрудниками «Альфы» и «Вымпела».

Могила Катасонова на Николо-Архангельском кладбище Москвы.

## Награды
- орден «За заслуги перед Отечеством» IV степени с мечами (2004, посмертно);
- орден Мужества;
- медаль «За отвагу»;
- медаль Суворова.

## Память
О жизни и смерти Катасонова сняты несколько документальных фильмов. На родине Романа, в Серпухове, его именем названа улица, а также проводится ежегодный турнир по дзюдо, посвящённый его памяти. В серпуховской школе № 9 с сентября 2005 года функционирует музей памяти Катасонова. Его имя было присвоено серпуховской школе № 19, открытой в сентябре 2021 года.
В Минском суворовском училище, в котором учился Роман Катасонов, в память о нём была установлена мемориальная доска, а также открыта музейная экспозиция; памятные таблички были установлены и на месте его гибели в бесланской школе № 1.

## Личная жизнь
У Катасонова остались жена Ирина и дочь Анастасия. На момент смерти отца ей было 10 месяцев.